# 倉敷芸術科学大学
倉敷芸術科学大学（くらしきげいじゅつかがくだいがく、英語: Kurashiki University of Science and the Arts）は、岡山県倉敷市連島町西之浦2640番地に本部を置く日本の私立大学。1995年創立、1995年大学設置。大学の略称は倉芸、芸科大、倉敷芸科、KUSA。

## 概要
倉敷市との公私協力方式のもとに開学した。
高梁川や水島地域を一望できる丘陵の山腹に立地する。
生命医科学科では臨床検査技師国家資格と細胞検査士認定資格のダブルライセンスの取得が可能である。特に細胞検査士認定試験では、例年高い合格率を誇る。
動物生命科学科では日本の愛玩動物看護師国家資格とオーストラリア動物看護師国家資格のダブルライセンス取得が可能である。
25号館（学生控室）をはじめ、芸術学部のアトリエや工房、自主制作専用PC室など一部の施設では24時間使用することが可能である。

## 歴史
2009年（平成21年）から大学のキャンパスをコンクールの会場として岡山県高校生美術コンクールが開催されている。芸術学部の教員が審査員として協力している。
2012年（平成24年）より毎年、全国の高校生を対象としたコミックイラストのコンクール「倉魂！高校生コミックイラストコンクール」や中学生を対象とした「プチクラ＋倉魂！コミックイラストコンクール  <中学生部門>」を大学主催で開催している。さらに、全国の高校生を対象とした絵画コンクール「全国高校生現代アートビエンナーレ」も大学主催で２年に１回開催している。
2017年（平成29年）には全国で3番目、西日本で初となる危機管理学部が誕生したが、2023年（令和5年）に募集停止となった。
2018年（平成30年）に西日本豪雨（平成30年7月豪雨）が発生した際には、浸水被害を受けた倉敷市立真備中学校の生徒を受け入れ、大学の講義室を仮校舎として貸与した。また、教職員と学生の災害ボランティア派遣や学生による募金活動が行われた。

### 沿革
- 1995年（平成7年）4月 - 倉敷市の要請と援助により学校法人加計学園が設置することで開学[19]。芸術学部（美術学科、工芸学科）、産業科学技術学部（ソフトウェア学科、機能物質化学科）、教養学部（教養学科）を設置[13]。
- 1997年（平成9年）4月 - 倉敷芸術科学大学文化センターを開設[13]。
- 1999年（平成11年）4月 - 大学院芸術研究科（美術専攻、工芸専攻）、産業科学技術研究科（計算機科学専攻、機能物質化学専攻）、人間文化研究科（人間文化専攻）の修士課程を設置[13]。
- 2000年（平成12年）4月 - 教養学部を国際教養学部に改称し、同学部に起業学科を増設[13]。
- 2001年（平成13年）4月 - 大学院芸術研究科（芸術制作表現専攻）、産業科学技術研究科（計算機科学専攻、機能物質化学専攻）博士（後期）課程を設置、産業科学技術学部の機能物質化学科を生命化学科に改称、留学生別科を設置[13]。
- 2002年（平成14年）4月 - 大学院芸術研究科（美術専攻）、産業科学技術研究科（機能物質化学専攻）、人間文化研究科（人間文化専攻）に通信制の修士課程を設置[13]。芸術学部の美術学科に美術専攻と映像専攻を設置[13]。
- 2003年（平成15年）4月 - 産業科学技術学部のソフトウェア学科をコンピュータ情報学科に改称、産業科学技術学部コンピュータ情報学科、国際教養学部起業学科に通信教育課程を設置[13]。
- 2004年（平成16年）
  - 3月 - 加計学園チボリセンター開設[13]。
  - 4月 - 芸術学部の各学科を美術学科、工芸・デザイン学科、映像・デザイン学科に、産業科学技術学部の各学科と教養学部の各学科を産業科学技術学部コンピュータ情報学科、起業学科と生命科学部生命科学科、健康科学科に改組。
- 2006年（平成18年）4月 - 生命科学部に生命動物科学科を増設。
- 2008年（平成20年）
  - 4月 - 芸術学部の各学科を美術工芸学科、メディア映像学科、デザイン学科に、産業科学技術学部の各学科をIT科学科、起業経営学科、観光学科に、生命科学部の各学科を生命科学科、生命医科学科、生命動物科学科、健康科学科に改組[13]。
  - 12月 - チボリ公園閉園に伴い、加計学園チボリセンターを閉鎖[13]。
- 2009年（平成21年）
  - 4月 - 神戸留学生別科を設置。
  - 10月 - 産業科学技術学部コンピュータ情報学科、国際教養学部起業学科の通信教育課程の学生募集を停止。
- 2011年（平成23年）4月 - 産業科学技術学部に経営情報学科を増設、IT科学科、起業経営学科を学生募集停止、生命科学部に健康医療学科を増設[13]。
- 2012年（平成24年）4月 - 調理師別科、製菓衛生師別科を設置[13]。
- 2013年（平成25年）
  - 3月 - 芸術学部の工芸・デザイン学科を廃止[13]。
  - 10月 - 芸術学部の美術学科を廃止[13]。
- 2014年（平成26年）
  - 3月 - 神戸留学生別科廃止[13][20]。別科の調理師別科、製菓衛生師別科を廃止[13]。
  - 4月 - 既存の各学部・各学科を芸術学部（メディア映像学科、デザイン芸術学科）、産業科学技術学部（経営情報学科）、生命科学部（生命科学科、生命医科学科、動物生命科学科、健康科学科（健康科学専攻・鍼灸専攻））に改組[13]。
- 2016年（平成28年）3月 - 産業科学技術学部経営情報学科の学生募集を停止[13]。
- 2017年（平成29年）
  - 3月 -  芸術学部工芸学科、芸術研究科工芸専攻修士課程を廃止[13]。
  - 4月 - 危機管理学部危機管理学科を開設[13]。産業科学技術学部経営情報学科、大学院の産業科学技術研究科計算機科学専攻（修士課程・博士（後期）課程）を募集停止[13]。
- 2021年（令和3年）3月 - 産業科学技術学部経営情報学科を廃止[13]。
- 2022年（令和4年）3月29日 - 理事会で2023年度以降の危機管理学部の学生募集の停止を決定[14]。
- 2025年（令和7年）4月 - 生命科学部生命科学科を環境生命科学科に名称変更[21]。

## 学部
- 芸術学部
  - 芸術学科（2024年度開設）
    - アートコース - 美術（平面（絵画）、立体（塑造）、ミクストメディア）と 工芸（ガラス工芸、陶芸）
    - メディアデザインコース - ビジュアルコミュニケーション（グラフィックデザイン、プロダクトデザイン）CGアニメ・動画、マンガ・イラスト（マンガ、コミックイラスト、イラストレーション）
    - 先端メディアコース - ゲーム（2D/3Dゲーム、eスポーツ）Webメディア（モバイルアプリ/Webアプリ、Webデザイン）先端メディア創造（XR（VR/AR/MR）コンテンツ、メディアアート、クリエイティブコーディング）

  - デザイン芸術学科（2024年度募集停止）
  - メディア映像学科（2024年度募集停止）
    - マンガコース
    - CGアニメコース
    - コミックイラストコース
    - ゲーム・Webデザインコース
    - 動画コース
- 生命科学部
  - 環境生命科学科
    - 生態環境学系
    - バイオエンジニアリング系

  - 生命医科学科
  - 動物生命科学科
  - 健康科学科
    - 健康・運動指導者コース
    - アスレティック・トレーナーコース
    - 救急救命士コース
- 危機管理学部
  - 危機管理学科
    - 現代ビジネスコース
    - 行政マネジメントコース
    - 警察・消防キャリアコース

## 大学院
- 芸術研究科[22]
  - 美術専攻 - 修士課程（通信制を併設）
  - 芸術制作表現専攻 - 博士（後期）課程
- 産業科学技術研究科[22]
  - 機能物質化学専攻 - 修士課程・博士（後期）課程（修士課程に通信制を併設）
- 人間文化研究科[22]
  - 人間文化専攻 - 修士課程（通信制を併設）

## 別科
- 留学生別科[23]
  - 1年コース
  - 1.5年コース

## 対外関係

### 他大学との協定

#### 国内大学
- 放送大学[24]

## 著名な関係者
- 倉敷芸術科学大学の人物一覧

## 附属施設
- ヘルスピア倉敷 - 大学付属の健康・スポーツ科学の研究施設である。屋外レジャープールとスケートリンク等の付属のスポーツ施設を一般に開放している。
- 図書館
- 臨床検査研究所
- 加計学園細胞病理学研究所
- 医用科学教育センター
- 教育動物病院
- 鍼灸ケアセンター
- 加計美術館 - 倉敷美観地区内にある加計学園グループの美術ギャラリー。卒業制作作品の展示などが行われる。

## アクセス
- 両備バス「倉敷芸科大学」下車すぐ。